# Miami Gardens (Florida, Miami-Dade megye)
Miami Gardens város az USA Florida államában, Miami-Dade megyében. Lakosainak száma 111 640 fő (2020. április 1.).

## Népesség
A település népességének változása:

| 2010 | 107 167 |
| 2020 | 111 640 |